# Lauri Törni
Lauri Allan Törni (28. května 1919 Viipuri – 18. října 1965 Jižní Vietnam), později známý jako Larry Alan Thorne, byl voják finského původu, který za svou kariéru bojoval v řadách ozbrojených složek tří států – Finska, Třetí říše a Spojených států. 
Kariéru začal v 19 letech dobrovolným vstupem do finské armády, za níž hned o rok později jako důstojník bojoval v zimní válce. Po jejím konci odjel do Rakouska, kde absolvoval výcvik s finským dobrovolnickým praporem Waffen-SS, kde mu jakožto podporučíkovi finské armády byla udělena hodnost Untersturmführer. V pokračovací válce opět bojoval ve finské armádě. Po jejím konci se přidal k finskému partyzánskému hnutí formovanému pro případ další sovětské agrese vůči Finsku a v lednu 1945 tajně odplul na palubě německé ponorky do Německa na záškodnicko-zpravodajský výcvik. Zde byl zařazen do finské roty Sonderkommanda Nord. Protože v chaotickém prostředí hroutící se Třetí říše nebylo možno dokončit výcvik a zorganizovat návrat do Finska, zapojil se do bojů proti Rudé armádě u Berlína, kde byl ještě povýšen do hodnosti Hauptsturmführer Waffen-SS. Na konci války se vzdal britským jednotkám. Po návratu do Finska byl odsouzen za vlastizradu, ale po necelých třech letech ve vězení omilostněn prezidentem. V roce 1949 emigroval přes Švédsko do Venezuely, odkud se na palubě švédské obchodní lodi dostal v roce 1950 k pobřeží Spojených států, kam z lodi doplaval. V roce 1953 mu bylo uděleno povolení k pobytu a v roce 1954 jako cizinec vstoupil do U.S. Army pod aliasem Larry Thorne. Zde absolvoval výsadkářský výcvik a záhy byl zařazen do speciálních sil americké armády. V roce 1957 mu bylo uděleno americké občanství. Absolvoval mise v Západním Německu, Íránu a v roce 1963 odjel na první misi do války ve Vietnamu.
Törni zemřel roku 1965 při havárii vrtulníku během tajné mise při svém druhém nasazení ve Vietnamu. Místo nehody bylo nalezeno v nepřístupném terénu až v roce 1999, ostatky identifikovány v roce 2003. 26. června 2003 byl Lauri Törni pohřben na Arlingtonském národním hřbitově ve Virginii. Lauri Törni je jediným bývalým příslušníkem Waffen-SS, o němž je známo, že byl pohřben na tomto prestižním místě.
Lauri Törni je držitelem vysokých vojenských vyznamenání všech tří zemí, za které bojoval.

## Mládí a vzdělání
Lauri Allan Törni se narodil 28. května 1919 ve Virolahti v provincii Viipuri ve Finsku jako druhé dítě (prvorozený syn však v roce 1918 zemřel na neštovice) do rodiny námořního kapitána obchodní lodi Jalmari Törniho a matky Rosy Marie Törni (rozená Kosonen). Měl dvě sestry, Salme Kyllikki Rajalu (1920–2010) a Kaiju Iris Mikkolu (1922–2001).
Törniovi žili ve městě Viipuri (dnes ruský Vyborg) v třípatrovém domě, který koupili od otce významného finského generála Woldemara Hägglunda. Dům měl 16 pokojů a část tak rodina pronajímala, mezi nájemníky byl i bratr budoucího olympijského zlatého medailisty z boxu Stena Suvia, s nímž se Lauri Törni v dětství kamarádil.
Jako náctiletý vstoupil Lauri do Ochranného svazu ve Viipuri, což byla organizace, která v podstatě připravovala chlapce pro službu v Civilní gardě a poskytovala jim tak základy vojenského výcviku, jakož i sportovní, psychickou a občanskou přípravu. Jeho sestry ve stejné době působily jako skautky, neboť tato organizace byla, na rozdíl od Ochranného svazu, otevřena i dívkám.
Lauri vystudoval střední školu ve Viipuri a začal navštěvovat Vyšší obchodní školu Aaltovy univerzity, studia však po roce zanechal. O rok později, v roce 1938, Törni dobrovolně vstoupil do armády, kde nejprve působil jako kulometčík, později byl ale vybrán pro poddůstojnické studium. Povinná vojenská služba měla Törnimu skončit 16. listopadu 1939, vzhledem k bezprostřednímu riziku války však byla prodloužena. Když skutečně o pár dní později vypukla zimní válka, byl mladý seržant Törni odvelen čelit sovětským invazním vojskům poblíž Rautu (dnes ruské Sosnovo).

## Kariéra

### Druhá světová válka

#### Zimní válka

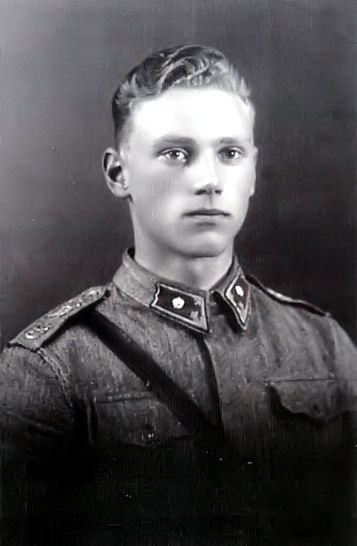
Podporučík Lauri Törni po absolvování kadetní školy v roce 1940

V zimní válce bojovala Törniho jednotka nejprve u severního břehu Ladožského jezera, kde v lednu 1940 utrpěla těžké ztráty a byl zabit i její velitel. Koncem ledna se však povedlo obklíčit sovětské jednotky poblíž Koivuselkä (dnes ruská Kojvuselga) a Lauri Törni se jako dobrovolník přihlásil na průzkumnou misi v týlu nepřítele. Noční průzkum byl úspěšný, a Törni tak mohl v osm hodin ráno dalšího dne ohlásit pozice sovětských jednotek, které byly následně zasaženy finským dělostřelectvem, což umožnilo následný finský útok. Törniho výkon zaujal velení, které ho nejprve pověřilo vedením diverzních hlídek a později rozhodlo o jeho vyslání na školu pro rezervní důstojníky. Než však výuka začala, byl ještě krátce pověřen velením švédskojazyčné roty 18. samostatného praporu (ač sám švédsky neuměl), neboť stávající důstojníci byli v bojích zraněni. Operace v této oblasti nakonec nebyly celkově úspěšné, Törniho výkony v jednotlivých bitvách, mající za následek významné sovětské ztráty, však zaujaly válečné korespondenty, čímž poprvé vešel v širší známost. Zbytek zimní války strávil Törni na důstojnické škole, kam byl oficiálně odvelen 8. února 1940, kde ho zastihl i konec bojů 13. března 1940. Po absolvování kurzu byl 9. května 1940 povýšen do hodnosti podporučíka.

#### Výcvik v Německu v létě 1941

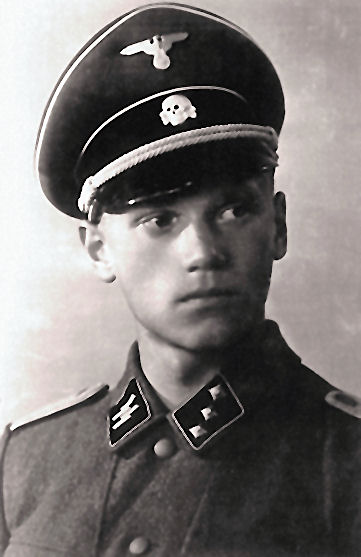
Untersturmführer Lauri Törni v roce 1941 v uniformě Waffen-SS

Zimní válka skončila navzdory masivním ztrátám Rudé armády podepsáním pro Finsko ponižujícího moskevského míru, v důsledku něhož bylo Finsko mimo jiné nuceno odstoupit okolo 10 % svého území, včetně průmyslového centra Karélie Viipuri. Lauri Törni se se ztrátou svého rodiště nesmířil a údajně se u něj v této době zrodil celoživotní odpor ke komunismu. Na jaře 1941 se proto přidal k Waffen-SS a odjel do Vídně na sedmitýdenní výcvik. Začátkem června byl zařazen k finskému dobrovolnickému praporu SS-Freiwilligen Bataillon Nordost, kde byl na základě své hodnosti ve finské armádě jmenován do hodnosti Untersturmführera. Tři dny po začátku operace Barbarossa, 25. června 1941, Sovětský svaz provedl masivní bombardování finských měst, na což Finsko okamžitě reagovalo vyhlášením války a vstupem do bojů po boku Německa, čímž vypukla pokračovací válka. To v kombinaci s Törniho neznalostí němčiny a nedostatkem volných důstojnických pozic v praporu vedlo k tomu, že se hned 30. července vrátil do Finska.

#### Pokračovací válka
Po návratu do Finska byl 8. srpna 1941 zařazen do 8. lehké divize finské armády, kde velel kulometnému týmu a následně byl přeřazen do 1. divize, v níž velel tankové jednotce nasazené do bojů v karelijské oblasti Aunus. Jelikož ale finské tanky nedokázaly v náročném terénu držet tempo s ostatními částmi divize, byla Törniho jednotka nakonec podřízena 29. pěšímu pluku 11. divize. Zde podporovala postupující pěchotu ničením sovětských opevněných pozic a postupovala na Petroskoi (dnešní Petrozavodsk), který finské jednotky začátkem října 1941 obsadily. Zde se Törni krátce setkal s Lotou Ilonou Oeschi, svou první láskou z dob studia na kadetní škole. Finská ofenziva však pokračovala a Törni se tak záhy znovu zapojil do bojů. Poté, co Finové v oblasti dosáhli svých teritoriálních ambicí, započala poziční válka a Törniho jednotka byla rozpuštěna. V lednu 1942 byl Törni jmenován velitelem jedné z čet 56. pěšího pluku, kde byl 23. března vážně zraněn poté, co na noční patrole na lyžích najel na minu. Šrapnely ho zranily na mnoha částech těla a Törni byl částečně paralyzován, záhy byl ovšem také povýšen do hodnosti poručíka. Ve vojenské nemocnici v Seinäjoki se zotavoval do konce června 1942, poté se vrátil ke svému pluku, kde byl pověřen velením 1. roty. V březnu 1942 byl opět zraněn šrapnely během pokusu o zajetí několika sovětských vojáků za linií fronty, ale jeho spolubojovníci ho během čtyř hodin dokázali evakuovat do finské polní nemocnice a odtamtud do vojenské nemocnice ve Vaasa, kde se opět zotavoval do konce června. Poté měl nastoupit na zdravotní dovolenou, z níž se však zdánlivě nevrátil. Když to však příslušné úřady ohlásily velení Törniho 56. pěšího pluku, dozvěděly se, že Törni již dávno opět bojuje, tentokrát v oblasti Stalinova kanálu. Ze zdravotní dovolené tak sice skutečně zběhl, ovšem ke své jednotce. Tato historka dále přispěla k Törniho popularitě.

Nárameník „oddílu Törni“ z roku 1943

V lednu 1943 bylo rozhodnuto o vytvoření dvou guerillových rot v rámci 1. divize, které podstoupily náročný výcvik a na jaře byly nasazeny za nepřátelské linie. Jejich cílem bylo především vyhánět Sověty z jejich základen, což se ale příliš nedařilo. V dubnu proto byly tyto roty rozpuštěny a v červnu na jejich místě vznikla „antipartyzánská sekce“ 1. divize, do jejíhož čela byl Törni jmenován. Tato skupina hlídkovala za nepřátelskými liniemi, prováděla přepady, pokládala minová pole a zjišťovala informace v týlu nepřítele. V prosinci byl Törnimu dán rozkaz vytvořit na bázi těchto předchozích uskupení speciální jednotku asi 150–160 mužů, která bude vycvičena specificky pro útočné akce. Tímto okamžikem se zrodil „oddíl Törni“, který se tak sice formálně nejmenoval, nicméně jeho členové nosili nárameníky se symbolem červeného písmene „T“ obemknutého žlutým bleskem. Jednotka, jejímž členem byl i budoucí finský prezident Mauno Koivitso, byla tvořena výhradně muži v perfektní fyzické i mentální kondici a specializovala se na riskantní akce, jako byly průzkumy na velkou vzdálenost, únosy a likvidace sovětských vojáků (v některých případech prostřednictvím tradičních nožů Puukko) či záchyty nepřátelských parašutistů. Jednotka se stala legendární mezi Finy i Sověty a na Törniho byla sovětským finskojazyčným propagandistickým rádiem vyhlášena odměna 3 miliony finských marek. V prosinci 1943 byl také Lauri Törni vyznamenán německým Železným křížem II. třídy, jakkoliv v této době bojoval ve finské armádě, kterou však německé jednotky podporovaly.

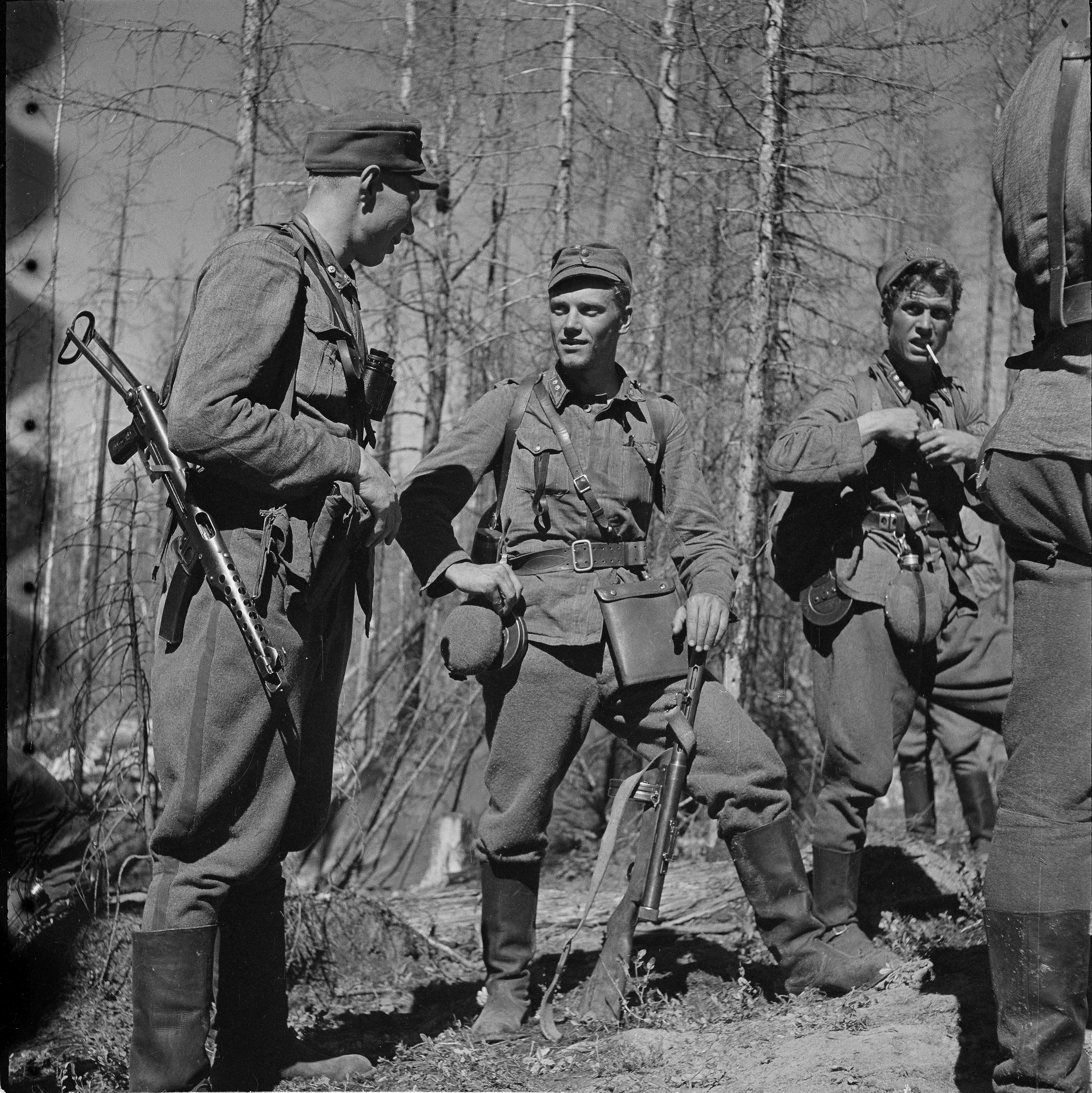
Porada finských důstojníků před útokem, 27. července 1944 poblíž severního břehu jezera Tolvajärvi. Poručík Lauri Törni stojí uprostřed.

Hlavní úspěchy si „oddíl Törni“ připsal během roku 1944, kdy v řadě střetnutí způsobil Rudé armádě ztráty v řádu stovek mrtvých, zatímco vlastní ztráty dosahovaly nižších desítek. Klíčovým úspěchem byl zejména 5. červen, kdy se během dvoudenních bojů podařilo finským jednotkám odrazit sovětský útok poblíž jezera Säämäjärvi. K bojovým úspěchům Torniho mužům gratuloval prostřednictvím nadřízených velitelů i finský prezident a vrchní velitel ozbrojených sil Carl Gustaf Emil Mannerheim. Za vůdčí schopnosti a osobní odvahu byl Lauri Törni 9. července 1944 dekorován Mannerheimovým křížem II. třídy, jakkoliv se tak stalo až poté, co udělení navržené původně již v březnu urgoval generálporučík Einar Mäkinen s tím, že Törniho „legendární štěstí nemůže pokračovat navždy“. Dne 28. srpna 1944 byl Luri Törni navíc povýšen do hodnosti kapitána, nicméně to byl zároveň závěr jeho aktivní kariéry ve finské armádě. Dne 19. srpna 1944 totiž pokračovací válka skončila podepsáním moskevského příměří. V říjnu 1944 ještě Törni spolu s dalším spolubojovníkem ukryl v lesích poblíž obce Eno několik beden se zbraněmi a municí pro případ, že by Sovětský svaz nakonec okupoval celé Finsko a bylo tak nutné vést partyzánský boj. Tyto bedny byly úřadům vydány Törniho spolubojovníkem až v roce 1993. V prosinci byl stejně jako řada dalších finských vojáků demobilizován, byť Finsko bylo v důsledku podmínek moskevského příměří nuceno vést proti dosavadnímu spojenci Německu laponskou válku. Zejména zpočátku však šlo spíše o nutný ústupek Sovětům, a boje tak byly do značné míry formální, bývalí finští příslušníci Waffen-SS navíc přísahali věrnost i Německu, a do války tak nemohli být zapojeni i z tohoto důvodu, byť v případě Törniho paradoxně tento důvod neplatil, neboť v roce 1941 Německo opustil dříve, než přísahu stihl složit.

#### Konec války v Německu

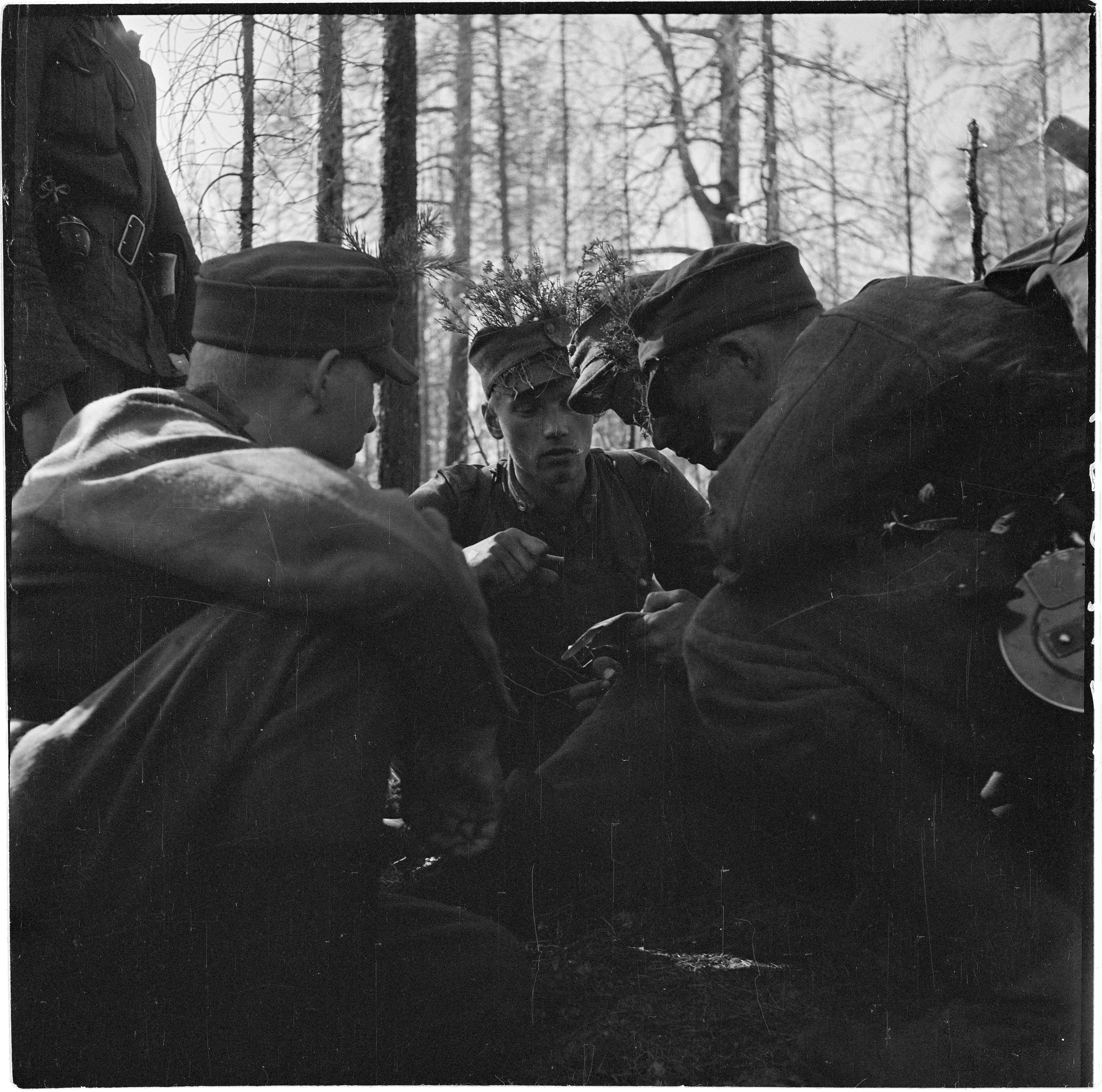
Velitel roty poručík Törni pořádá za soumraku po navázání kontaktu s nepřítelem rychlou poradu s veliteli čet, 31. července 1944

Po demobilizaci žil Törni krátce se svými rodiči ve městě Vaasa, záhy se však setkal se svým známým z doby výcviku v Německu, s nímž se rozhodl v lednu 1945 opět odjet do Německa na záškodnický výcvik. Skupina finských vojáků odjela 23. ledna 1945 tajně na rybářské lodi na otevřené moře, kde se nalodila na palubu německé ponorky, které dokázala v zaminovaných finských vodách manévrovat díky tomu, že jedním z Finů byl i námořní kapitán disponující mapami minových zón. Ze strany Německa šlo o součást plánu, jenž začal vznikat již během finsko-sovětských jednání v roce 1944, a jehož cílem mělo být vytvořit ve Finsku proněmecký odpor a případně i provést převrat. Není však pravděpodobné, že řadoví vojáci hlásící se na výcvik o šíři tohoto plánu věděli. Ponorka s Törnim a dalšími Finy dorazila do Swinemünde (dnešní polské Svinoústí), odkud byli převezeni do Heringsdorfu, kde v lázeňském hotelu sídlilo velení Sonderkommando Nord. Samotný výcvik započal v únoru v Neustrelitzu, kde finští dobrovolníci v uniformách Waffen-SS podstupovali speciální školení zaměřené především na práci s výbušninami a různé záškodnické operace. Vzhledem k přibližující se frontě bylo rozhodnuto o přesunutí výcviku na dánskou hranici do města Flensburg. V chaotických podmínkách hroutící se Třetí říše, zhoršených špatným počasím, se však skupina do destinace přesouvala více než týden a čas si údajně krátila konzumací velkého množství koňaku vezeného stejným vlakem. Nakonec bylo Törnimu a jeho kolegům navrženo, aby místo dalšího výcviku přes Norsko přešli do Finska a tam začali provádět špionážní a sabotážní akce. Lauri Törni však odmítl působit proti své domovině a místo toho žádal o nasazení na západní frontě, což však Němci odmítli, neboť Finům proti západním spojencům dostatečně nedůvěřovali. Místo toho tak byli posláni na východní frontu do bojů o Berlín. 
Skupina finských dobrovolníků v čele s Törnim dorazila do Berlína 15. dubna, kde je přijal SS-Obergruppenführer Felix Steiner, který okamžitě Törniho povýšil do hodnosti Hauptsturmführera, vydal mu vojenský pas a pověřil ho velením jednotky zhruba 200–300 mužů. S touto jednotkou Törni několik týdnů vzdoroval postupující Rudé armádě, až se naskytla příležitost probít se ze sovětského obklíčení na západ, kde se 3. května poblíž obce Hagenow vzdal americkým výsadkářům. Krátce na to byl internován v britském zajateckém táboře v Oldenburgu. Zde nabídl své služby Britům, nicméně ti ho vzhledem k technicky trvajícímu válečnému stavu mezi Finskem a Británií odmítli. Törni tak v červnu 1945 spolu se svým finským spolubojovníkem z prakticky nestřeženého tábora uprchl do Kodaně, kde mu finský konzul vydal falešné doklady, s nimiž následně odjel do Finska.

### Odsouzení ve Finsku a milost
V Turku byl Törni zadržen Rudou gardou, nicméně během transportu se mu povedlo utéct. Znovu byl zatčen komunisty ovládanou státní policií Valpo 12. dubna 1946. Záhy byl obviněn z ilegálního překročení hranic a vlastizrady. Törni sice nikdy neměl v úmyslu bojovat proti Finsku, nicméně v době jeho odjezdu do Německa trval vzhledem k laponské válce válečný stav mezi Finskem a Německem, takže jeho služba ve Waffen-SS skutečně de iure splňovala parametry vlastizrady. Na rozdíl od policie však soudy nebyly ovládány komunisty, takže byl 10. ledna 1947 odsouzen odvolacím soudem k minimálnímu možnému trestu šesti let.
Z vězení v Turku uprchl v červenci stejného roku, a to s pomocí dozorců, kteří záměrně nezavřeli bránu. Asi po dvou týdnech však byl zadržen ve městě Oulu a jeho trest byl za útěk prodloužen o dalšího půl roku. I z dalšího vězení v Riihimäki zkusil Törni dvakrát uprchnout, přičemž jeho neochota zůstat ve vězení pramenila zřejmě především z obavy, že by ho mohl komunistický ministr vnitra Yrjö Leino předat Sovětům, jako to již v minulosti s některými vězni udělal. 11. října 1948 navíc zahájila komunisty ovládaná policie Valpo prověřovat udání, že měl Törni v roce 1944 nařídit medikům aby neošetřovali zraněné sovětské válečné zajatce a zastřelili je, což nicméně vyšetřování nepotvrdilo.
V prosinci 1948 Törnimu udělil prezident Juho Paasikivi milost a Törni byl podmínečně propuštěn na svobodu.

### Emigrace do Spojených států

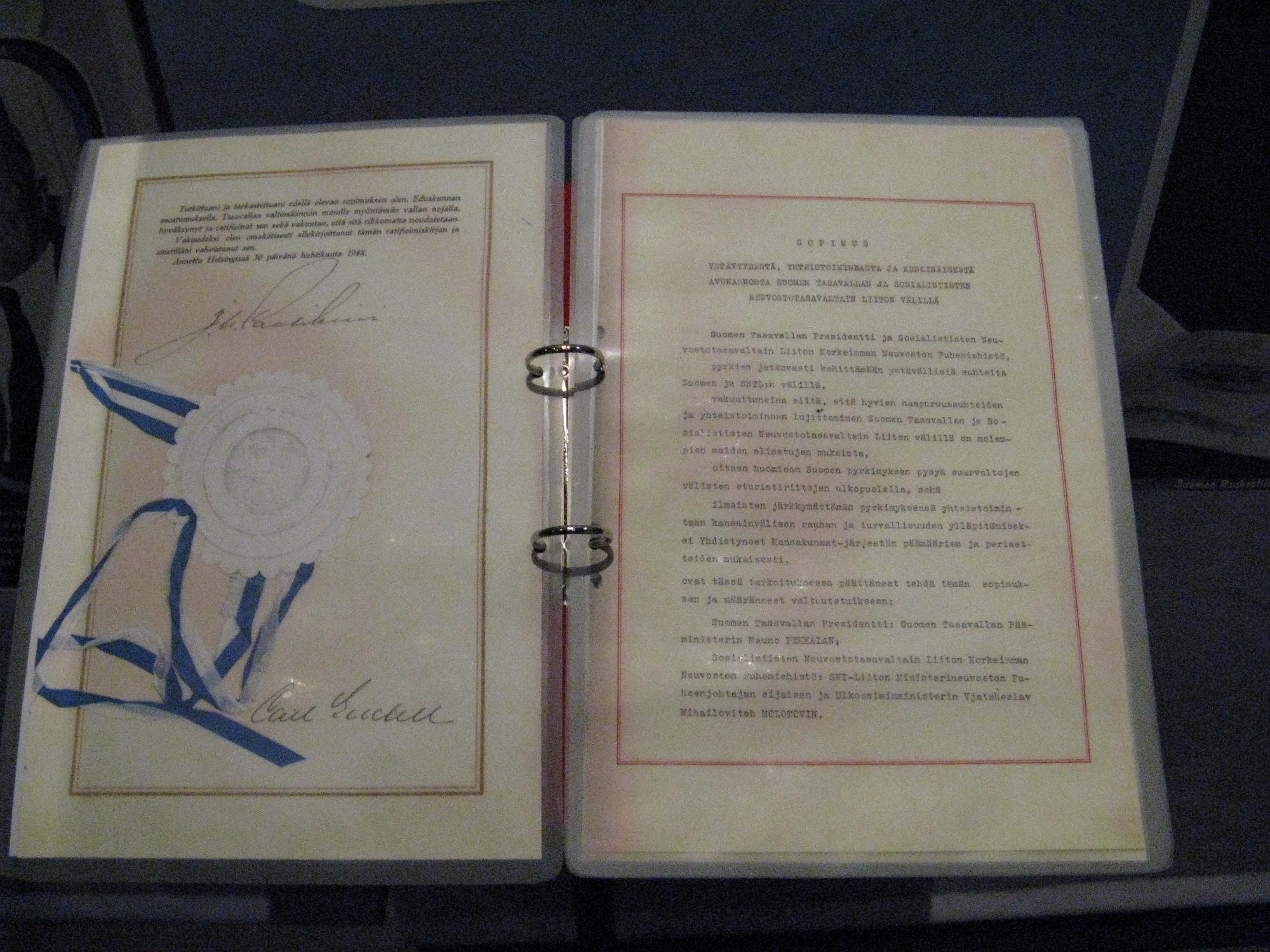
Dohoda o přátelství, spolupráci a vzájemné pomoci z roku 1948 uzavřená mezi Finskem a SSSR sice na jedné straně garantovala přežití Finska jako samostatného státu, na druhou stranu však byla prostředkem jak během studené války udržet Finsko v zóně sovětského vlivu, aniž by bylo formálně součástí východních struktur.

Lauri Törni po propuštění z vězení prožíval v poválečném Finsku deziluzi. Země musela postoupit Sovětskému svazu část území včetně jeho rodiště a oblastí, v nichž bojoval, platit reparace a ve vládě měli angažmá komunisté, pomocí nichž SSSR projektoval ve formálně neutrálním Finsku svůj vliv. Törni byl navíc stále obtěžován komunistickými příslušníky policie. V roce 1949 se proto Törni doprovázený svým válečným pobočníkem Holgerem Pitkänenem rozhodl vycestovat do Švédska. Překročil hranici z Tornia do Haparanda, kde mnoho obyvatel tvoří etničtí Finové. Brzy ale pokračoval po železnici do Stockholmu, kde nějaký čas pobýval u baronky von Essen, která po válce poskytla útočiště řadě finských důstojníků v emigraci. Ve Švédsku se Törni zamiloval do švédské Finky Marji Kops, s níž se 1. ledna 1950 zasnoubil. V době, kdy byla jeho snoubenka ve Finsku vyzvednout Törniho kapitánskou uniformu, kterou si chtěl vzít na svatbu, nečekaně obdržel venezuelské vízum. O to pod pseudonymem požádal ještě před zasnoubením s vidinou toho, že odjede začít nový život v Jižní Americe v komunitě finských emigrantů. Časově omezené vízum nedávalo Törnimu příliš času na rozmyšlenou, a ten se tak rozhodl do Venezuely odcestovat ještě před návratem své snoubenky. Tu sice o svém záměru informoval a slíbil jí, že se znovu setkají, k tomu však již nikdy nedošlo. Marja se později vdala za španělského lékaře, na Lauriho však nikdy nezapomněla a když se v roce 1999 dozvěděla o možném nálezu trosek Lauriho vrtulníku, sepsala nekrolog pro jeho případný pohřeb.

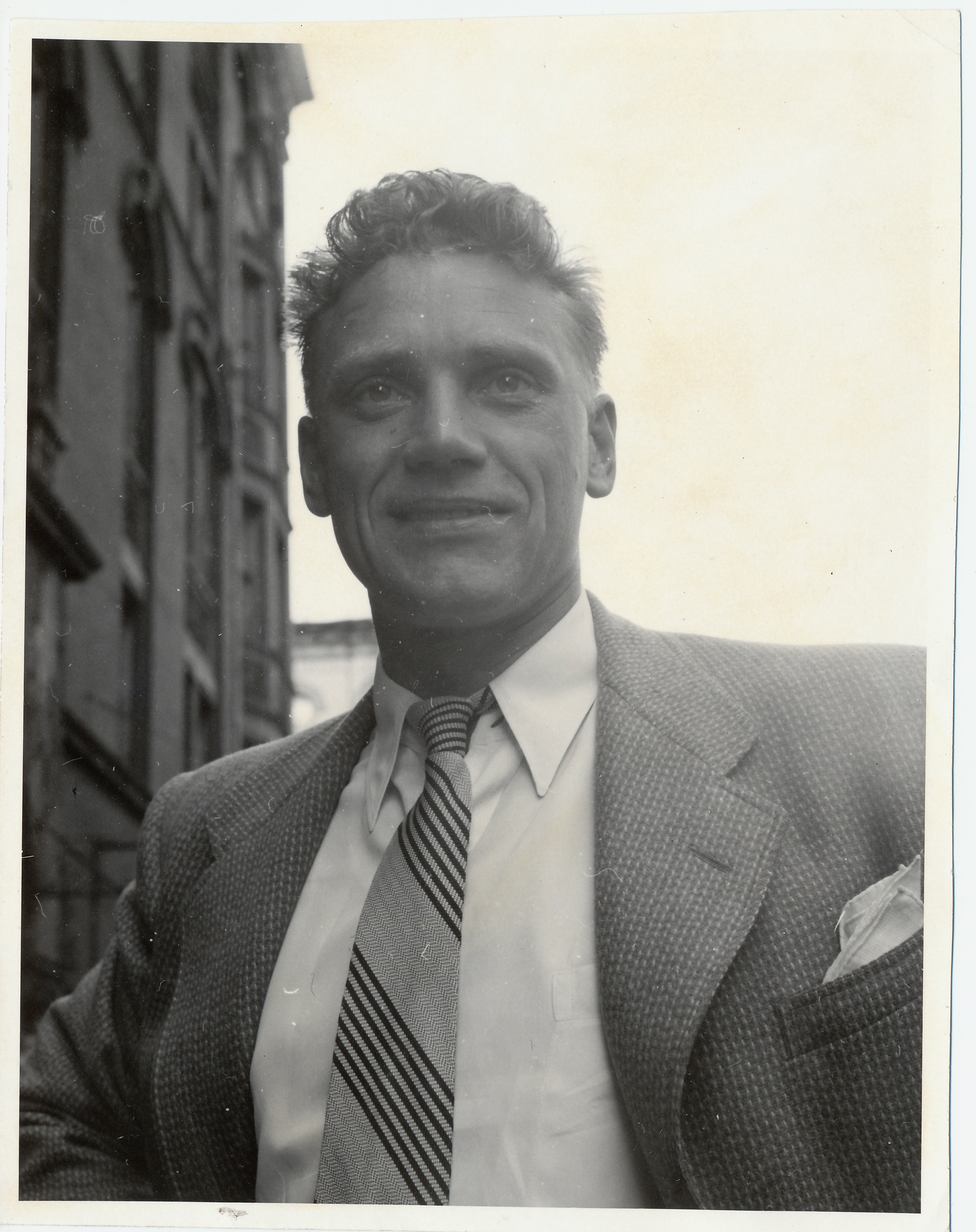
Lauri Törni v roce 1951

Lauri Törni se pod falešnou estonskou identitou nalodil na palubu nákladní lodi SS Bolivia, na níž odplul do Caracasu ve Venezuele. Do Venezuely dorazil v březnu 1950 a nějakou dobu se zde živil všemožnými nárazovými pracemi, včetně hlídání dětí místních finských emigrantů. Po pár měsících se však Törnimu naskytla příležitost pracovat na švédské nákladní lodi MS Skagen, která cestovala z Caracasu do Spojených států. Törniho lákal život ve Spojených státech, neměl však potřebná víza a loď nesměl legálně opustit. To ho však nezastavilo a když v roce 1950 MS Skagen zakotvila u pobřeží New Orleans, skočil za soumraku do vody a doplaval na břeh. Následně autobusem odcestoval za svými známými z prostředí finské emigrace do New Yorku.
V roce 1951 byl jakožto ilegální imigrant zadržen FBI, nicméně před deportací ho zachránil Paavo Fleming, prezident Asociace finských veteránů v USA. Ten na Törniho případ upozornil Williama J. Donovana, někdejšího válečného ředitele americké vojenské rozvědky OSS, z níž se později vyvinula CIA. Donovan v té době působil jako advokát a souhlasil, že bude Törniho zastupovat. Díky jeho intervenci se povedlo legalizovat Törniho pobyt v USA a ten tak 12. srpna 1953 získal na základě individuálního aktu Kongresu povolení k pobytu. S povolením k pobytu už mohl Törni využít zákona Lodge–Philbin Act, který umožnil tisícům cizinců především ze zemí východního bloku vstoupit do americké armády a po určité době služby získat americké občanství. Do U. S. Army vstoupil Lauri Törni v lednu 1954 pod amerikanizovanou verzí svého jména Larry A. Thorne.

### První roky v americké armádě
V americké armádě byl nucen ve svých 35 letech podstoupit základní výcvik, kde si však evidentně vedl natolik dobře, že byl záhy vyslán na specializované kurzy. Absolvoval výsadkářský a horolezecký výcvik a v červnu 1954 byl v hodnosti svobodníka zařazen k 77. výsadkové skupině speciálních sil (specializující se na guerillový boj) ve Fort Bragg v Severní Karolíně. Zde podstoupil další specializovaný výcvik a 26. července 1955 byl povýšen do hodnosti seržanta a bylo mu uděleno americké občanství, finské si nicméně ponechal také. V roce 1957 byl po absolvování kurzu pro spojařské důstojníky povýšen do hodnosti poručíka a na jaře převelen k 11. výsadkové divizi ve Fort Cambell v Kentucky. V létě 1957 byla 11. výsadková divize vyslána do Bavorska jako součást sil NATO rozmístěných v Západním Německu. Törniho diverzní jednotka byla dislokována v Bad Tölz a pro případ konfliktu se SSSR se počítalo s jejím nasazení v týlu vojsk Varšavské smlouvy.
Během svého pobytu v Západním Německu byl v roce 1960 povýšen do hodnosti kapitána. V květnu 1962 byl jmenován zástupcem velitele tajné mise, která měla lokalizovat vrak amerického špionážního letounu, který se v lednu roku 1960 zřítil kdesi v pohoří Zagros v Íránu. Dvanáctičlennému komandu se skutečně povedlo vrak letadla nacházející se v zóně věčného ledu ve výšce více než 4300 m n. m. nalézt, vyzvednout ostatky šesti členů posádky a zničit citlivé části vraku, což se dvěma předchozím pátracím týmům nepovedlo. Ve stejném roce se také objevil v epizodě armádního dokumentárního seriálu The Big Picture nazvané Phantom Fighters.

### Válka ve Vietnamu a smrt

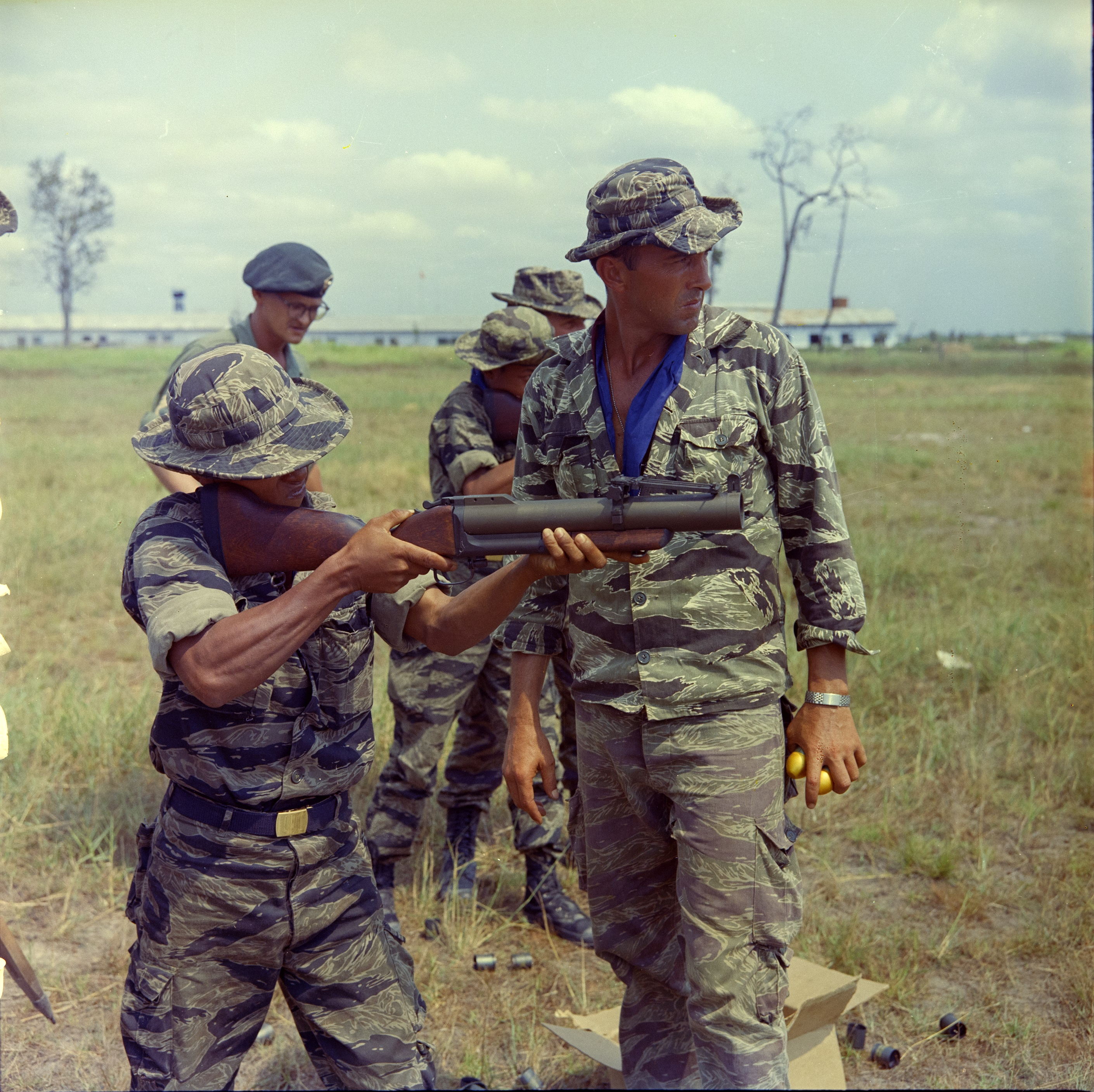
Příslušník amerických speciálních sil (nikoliv Törni) cvičí účastníka programu CIDG, jak zacházet a střílet s granátometem M79. Foto z roku 1967.

V roce 1963 Törni započal studium na škole pro starší důstojníky ve Fort Benning v Georgii. Již během tohoto kurzu však odjel v listopadu 1963 na svou první misi do Vietnamu, kde spolu s dalšími vojáky speciálních sil působil do dubna 1964 jako instruktor v programu CIDG, a to v táborech Châu Lăng a Tịnh Biên. Po svém návratu z první rotace dále pokračoval ve studiu na důstojnické škole, které úspěšně završil v prosinci 1965 a byl povýšen na kapitána.
V lednu 1965 odjel na druhou rotaci do Vietnamu, tentokrát jako zpravodajský důstojník 5. skupiny speciálních sil v Nha Trang. Zde Törni prokázal své zpravodajské schopnosti, když včas varoval před plánovaným útokem Vietcongu na základnu a její posádka tak byla schopna útočníky odrazit. Lauri byl krátce poté zařazen do utajované skupiny MACV-SOG, která se specializovala na nekonvenční metody boje a prováděla průniky na území Severního Vietnamu, Laosu a Kambodži, kde například vyhledávala americké zajatce, sama zajímala nepřátele, zachraňovala posádky zřícených letadel a prováděla psychologický boj. V září 1965 byla skupina MACV-SOG autorizována Pentagonem k zahájení operace Shining Brass, jejímž cílem bylo prostřednictvím průniků až 50 km za hranice Laosu získat informace o logistice severovietnamských jednotek a identifikovat cíle k bombardování na Ho Či Minově stezce.

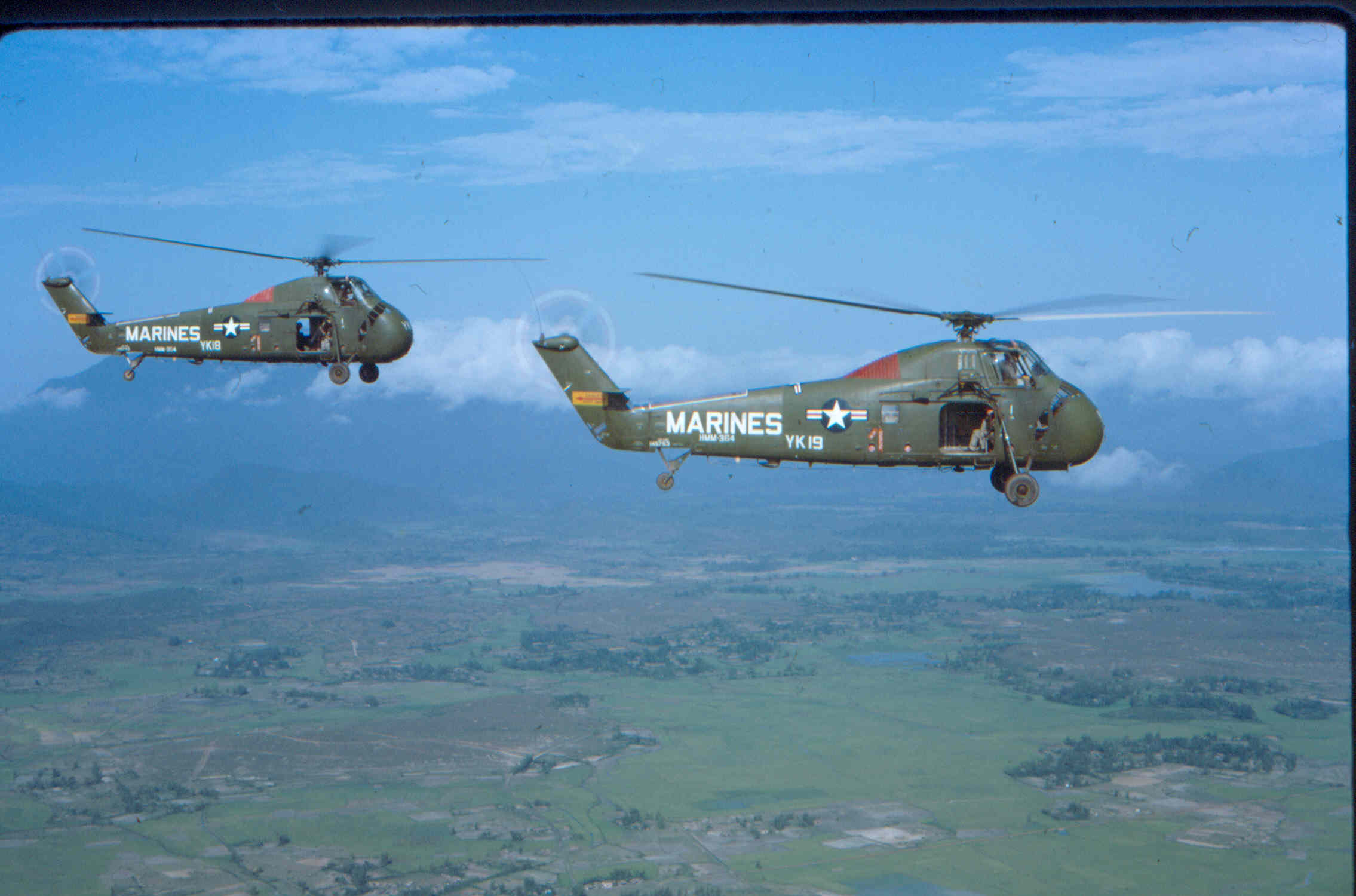
Dva vrtulníky Sikorsky H-34 ve Vietnamu, 1964

Dne 18. října 1965, v rámci první mise operace Shining Brass, odstartovaly z tábora speciálních sil Kham Duc dva vrtulníky Sikorsky H-34 Letectva vietnamské republiky, které po setkání s americkým průzkumným letounem Cessna O-1 Bird Dog za velmi nepříznivého počasí pokračovaly do hornaté oblasti okresu Phước Sơn provincie Quan Nam v Jižním Vietnamu. Na palubě velitelského vrtulníku byl i Törni, který byl pro první misi operace vybrán vzhledem k tomu, že jako zpravodajský důstojník znal lokalitu poblíž laoské hranice. Zatímco první z vrtulníků sklesal průrvou v oblačnosti k zemi, kde vysadil šestičlenný tým, velitelský H-34 s Törnim na palubě vyčkával poblíž. Za ne zcela jasných okolností v téměř nulové viditelnosti vrtulník s výkonem nedostatečným pro provoz v takto náročných podmínkách havaroval na úpatí hory. To však posádky ostatních letounů nevěděly (zaznamenána byla pouze ztráta spojení) a že vrtulník s Törnim skutečně chybí, bylo potvrzeno až na základně. Okamžitě byly zahájeny pátrací akce, které trvaly měsíc, ale místo nehody se v husté džungli nepovedlo lokalizovat.

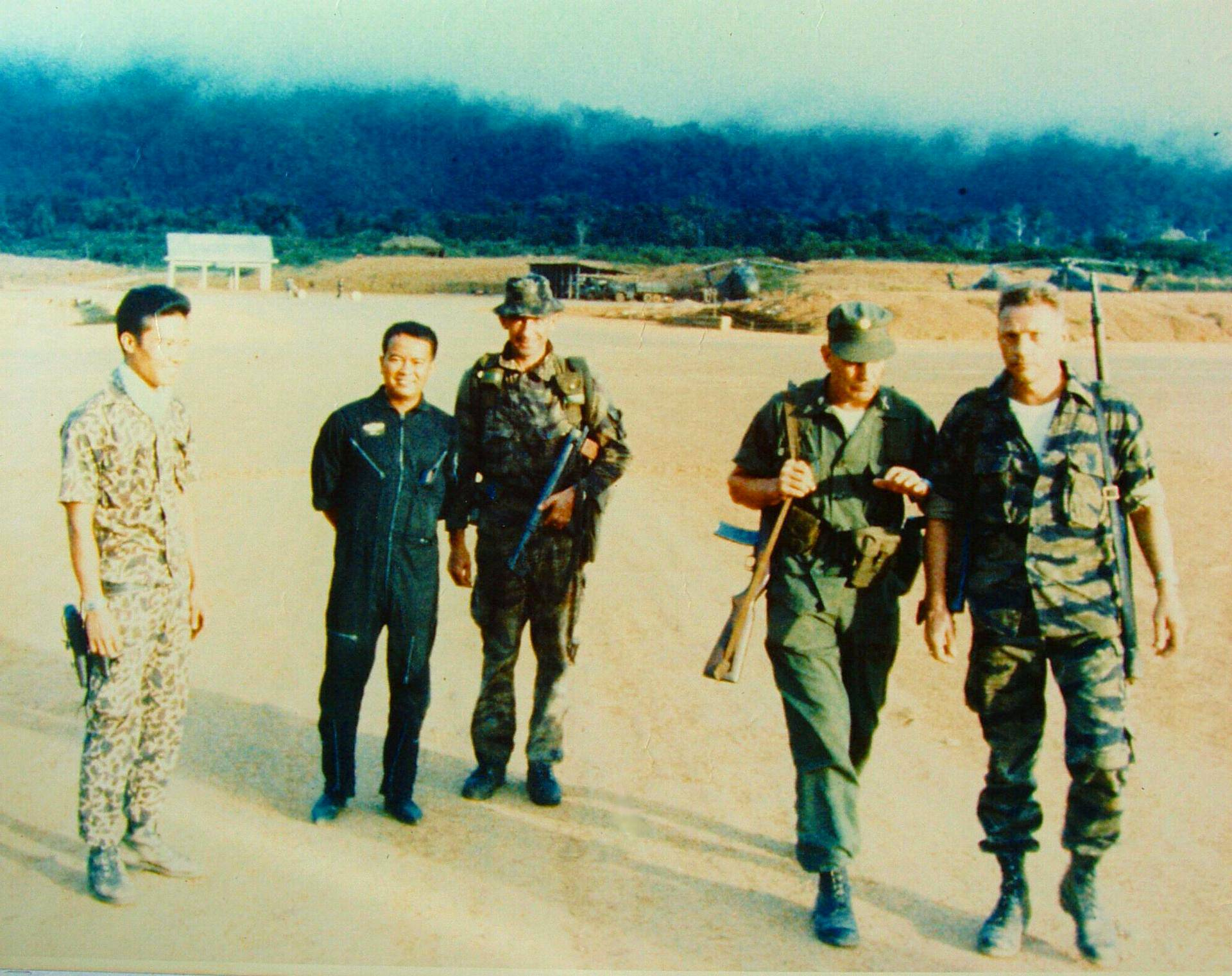
Poslední známý snímek Törniho (úplně vpravo) ve Vietnamu, 15. října 1965 na základně v Kham Duc.

Lauri Törni byl prohlášen za nezvěstného a v prosinci 1965 povýšen do hodnosti majora, na níž byl navržen již před osudovou misí. Dne 19. října 1966 byl americkou armádou prohlášen za mrtvého, ve Finsku nicméně za mrtvého z právního hlediska považován nebyl. Dne 12. října 1977 však Törniho otec a sestry zorganizovali v helsinské restauraci Laulumiehi vzpomínkovou akci, kde drželi čestnou stráž jeho někdejší spolubojovníci z „Oddílu Törni“.
Lauri Törni byl posmrtně vyznamenán americkými řády Legion of Merit a Distinguished Flying Cross. Po Törnim také byla pojmenována cena Larry Thorne Award předávaná každoročně nejlepším vojákům 10. skupiny speciálních sil. Jeho jméno nese i prostranství Larry Thorne Plaza na velitelství 10. skupiny speciálních sil ve Fort Carson, kde se konají všemožné slavnostní ceremonie spojené s působením jednotky.

## Nález ostatků a pohřeb na Arlingtonském národním hřbitově

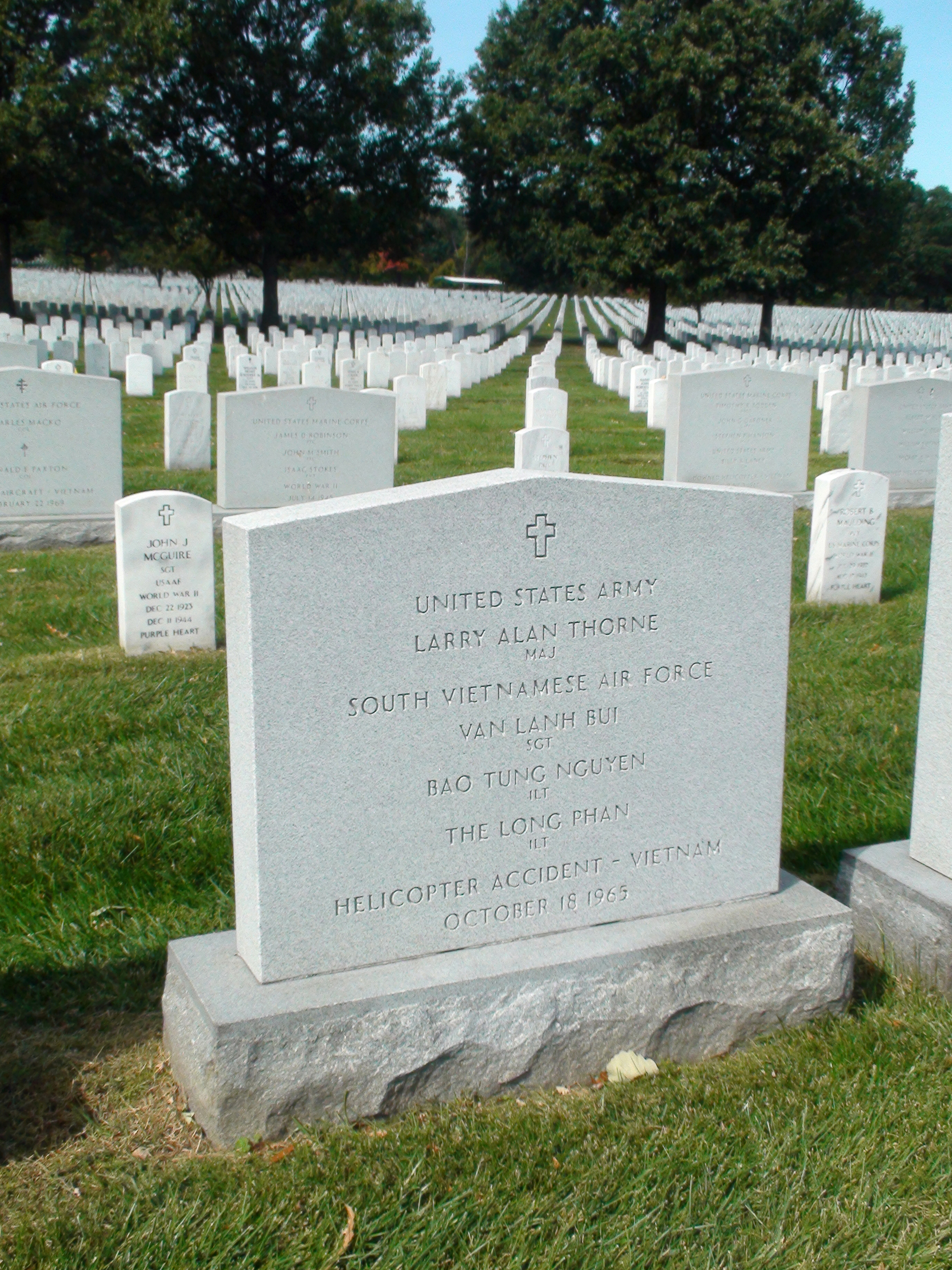
Společný hrob Törniho a dalších tří jihovietnamských vojáků na Arlingtonském národním hřbitově v USA

V roce 1998 byly v nepřístupné džungli poblíž hranice Vietnamu a Laosu objeveny trosky, o nichž se předpokládalo, že by mohly patřit Törniho vrtulníku. Speciální útvar amerického ministerstva obrany zabývající se repatriací amerických veteránů informoval o možném nálezu Lauriho sestry a o rok později na místo vyslal vrtulníkem pětičlenný tým, v němž byl i Törniho bratranec Juha Rajala. Na místě bylo velké množství kovových trosek poškozených intenzivním žárem a stovky drobných kostních úlomků. Sériové číslo hlavního rotoru však potvrzovalo, že jde o trosky Törniho vrtulníku H-34. Jistota dále stoupla po nálezu švédského samopalu Carl Gustav m/45, který Törni používal jako svou osobní zbraň. Trosky a ostatky byly převezeny k identifikaci do USA, kde bylo skutečně na jaře 2003 potvrzeno, že jde o ostatky Törniho a jeho tří jihovietnamských spolubojovníků. Analýza DNA byla úspěšná pouze u jihovietnamských vojáků, Lauri Törni byl identifikován na základě stomatologických záznamů. Jelikož nebylo možné spolehlivě oddělit všechny kostní úlomky, bylo rozhodnuto, že budou všichni čtyři muži uloženi do společného hrobu.
Törniho ostatky byly s vojenskými poctami pohřbeny 26. června 2003 na Arlingtonském národním hřbitově ve Virginii. Jeho jméno bylo též zaznamenáno na památníku Vietnam Veterans Memorial ve Washingtonu, D.C. Dne 17. července 2003 se také konala pietní akce v kasárnách ve městě Säkylä ve Finsku a Lauriho jméno bylo doplněno na rodinný hrob na hřbitově Malmi v Helsinkách. V březnu 2004 umístila finská expedice památeční desku na skálu několik desítek metrů od místa nehody ve Vietnamu.
Při pohřbu v USA i při pietní akci ve Finsku byla přečtena slova, která sepsala pro tento účel Törniho někdejší snoubenka Marja Kops poté, co se o pravděpodobném nálezu ostatků v roce 1999 dozvěděla. Marja zemřela v roce 2000 při autonehodě, takže slova zazněla v zastoupení, na finské akci je četla její sestřenice. Slova zněla takto:
| „            | Byl jsi důležitý pro Finsko. Ideál lidské svobody jsi opatroval po celém světě. Pro mě jsi byl důležitý také. Díky Lasse. Marja. | “ |
| — Marja Kops | |   |